# Prairie City (Oregon)
Prairie City est une ville américaine située dans le comté de Grant en Oregon. En 2010 sa population était de 909 habitants.